# Coney Weston
Coney Weston est un village et une paroisse civile du Suffolk, en Angleterre.